# Charles Eugène de Croÿ

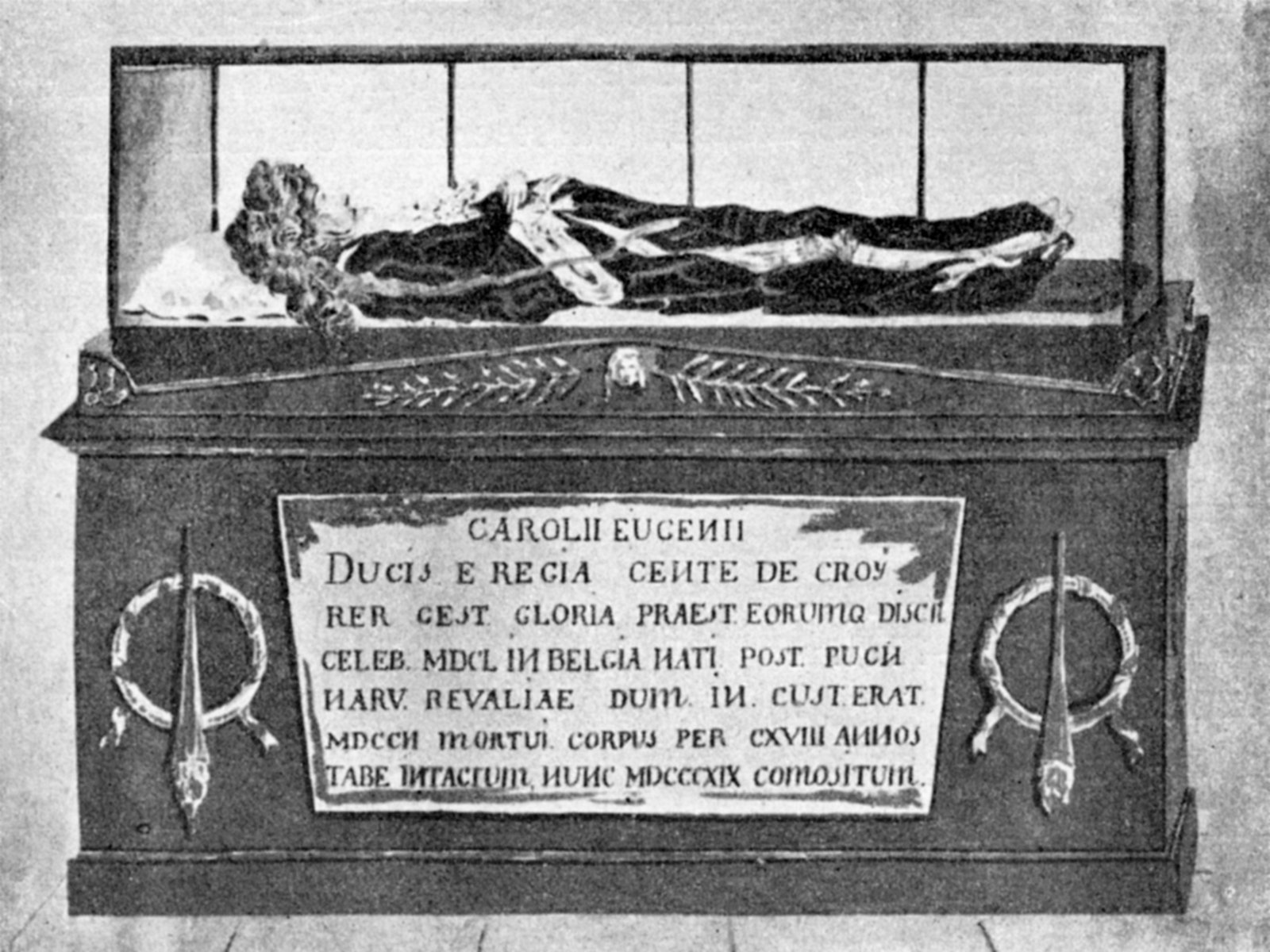
En 1800-tals-teckning föreställande de Croys mumie.

Charles Eugène de Croy (även Croÿ och Croij), (ryska: Карл Евге́ний де Круа́; Karl Jevgennij de Krua), född 1651, död 30 januari 1702 var hertig, fältmarskalk och nederländsk militär av franskt ursprung. 

## Biografi
Croy gick 1675 i dansk tjänst, och blev 1676 överste och 1677 generalmajor och generallöjtnant. Han deltog på den danska sidan i slaget vid Lund 1676 och stormningen av Malmö 1677, intog Helsingborg 1678 och blev kommendant där. Croy trädde därefter i kejserlig tjänst som fältmarskalk och deltog med utmärkelse i kriget mot turkarna. År 1700 gick han i rysk tjänst, och fick kort före slaget vid Narva överbefälet över de ryska trupperna, men åtlyddes dåligt av sina ryska trupper. Utländska officerare var impopulära i de ryska trupperna och officerarna riskerade att dödas av dem. Rädslan gjorde att han tidigt överlämnade sig till svenskarna.
Den svenska armén kunde inte ta några större mängder fångar, men officerarna greps och de flesta blev krigsfångar i Sverige. de Croy fick en form av husarrest i Reval, sedermera Tallinn, där han kunde röra sig fritt. Han blev känd för sitt utsvävande leverne och dog efter drygt ett år med stora skulder.

## Kvarlevorna
Efter sin död var de Croy skuldsatt och han placerades i förvar i Nikolaikyrkan där det förmodades att någon släkting eller statsmakten skulle bekosta en begravning. Stadens råd fick aldrig några pengar till begravning och kvarlevorna glömdes bort. Mer än etthundra år senare upptäcktes att hans stoft spontant hade mumifierats, vilket fick stor uppmärksamhet och han placerades för beskådan i Rosenkapellet i Nikolaikyrkan. Tidigt ryktades att hans stora intag av alkohol under sitt sista levnadsår i staden hade främjat mumifieringen. Hans stoft begravdes utan större uppmärksamhet år 1897.